# Wolf Warrior 2
Wolf Warrior 2 (Chinees: Zhan Lang II) is een Chinese actiefilm uit 2017, geregisseerd door Wu Jing. De film is een vervolg op Wolf Warrior uit 2015. De film heeft in eigen land een opbrengst record en verscheen als eerste niet-Hollywoodfilm in de lijst van 100 beste kassuccessen ooit.

## Verhaal
Voormalig lid van de Chinese special forces Leng Feng gaat naar een Afrikaans land om daar zijn landgenoten en Afrikaanse vrienden in veiligheid brengen, vanwege een opstand in het land.

## Rolverdeling
- Wu Jing als Leng Feng
- Frank Grillo als Big Daddy
- Celina Jade als Rachel Prescott Smith
- Wu Gang als He Jianguo
- Hans Zhang als Zhuo Yifan
- Yu Qian als Bida Qian
- Yu Nan als Long Xiaoyun
- Chunyu Shanshan als Lin Zhixiong
- Ding Haifeng als Kapitein Zhang
- Oleg Prudius als Bear
- Heidi Moneymaker als Athena

## Productie
De film werd geselecteerd als Chinese inzending voor de beste niet-Engelstalige film voor de 90ste Oscaruitreiking.